# Heraclia tanganyikana
Heraclia tanganyikana är en fjärilsart som beskrevs av Charles Oberthür 1911. Heraclia tanganyikana ingår i släktet Heraclia och familjen nattflyn. Inga underarter finns listade i Catalogue of Life.